# Eleições estaduais no Amazonas em 1970
As eleições estaduais no Amazonas em 1970 ocorreram em duas etapas conforme previa o Ato Institucional Número Três e assim a eleição indireta do governador João Walter de Andrade e do vice-governador Carvalho Leal foi em 3 de outubro e a escolha dos senadores José Lindoso e José Esteves, bem como de quatro deputados federais e doze estaduais ocorreu em 15 de novembro num receituário semelhante ao aplicado a todos os 22 estados e aos territórios federais do Amapá, Rondônia e Roraima. Em todo o país a ARENA alcançou percentuais massivos e conquistou a maioria esmagadora dos cargos em disputa.
Nascido em Aracaju o governador João Walter de Andrade ostentava a patente de coronel da reserva do Exército Brasileiro quando foi escolhido pelo presidente Emílio Garrastazu Médici para ocupar o Palácio Rio Negro. Graduado no Instituto Militar de Engenharia, chefiou a Comissão de Obras do Exército na Amazônia e dirigiu a Superintendência do Desenvolvimento da Amazônia.
Para ocupar o cargo de vice-governador foi escolhido Carvalho Leal, médico nascido em Urucará e formado em 1929 pela Universidade Federal do Rio de Janeiro. Diretor do Departamento de Saúde Pública e do Instituto de Identificação do Amazonas, filiou-se à ARENA e em 1966 foi eleito suplente de deputado federal chegando a exercer o mandato.

## Resultado da eleição para governador
O governador foi eleito pela bancada da ARENA na Assembleia Legislativa do Amazonas sendo que os oito deputados do MDB se abstiveram.
| Candidatos a governador do estado | Candidatos a vice-governador | Número | Coligação             | Votação | Percentual |
| --------------------------------- | ---------------------------- | ------ | --------------------- | ------- | ---------- |
| João Walter de Andrade ARENA      | Carvalho Leal ARENA          | -      | ARENA (sem coligação) | 18      | 100%       |

## Biografia dos senadores eleitos

### José Lindoso
Na eleição para senador o mais votado foi o advogado José Lindoso. Nascido em Manicoré ele é formado e Doutorado na Universidade Federal do Amazonas, onde lecionou. Ligado à Associação Comercial do Amazonas, foi delegado do Serviço Nacional de Aprendizagem Comercial e do Serviço Social do Comércio e juiz substituto do Tribunal Regional Eleitoral do Amazonas antes de ingressar na política como presidente do diretório municipal do PSD em Manicoré. Eleito suplente de deputado federal em 1962 foi partidário do Regime Militar de 1964 embora tenha sido secretário de Educação no governo Plínio Coelho e em 1966 foi eleito deputado federal assumindo a seguir a presidência estadual da ARENA.

### José Esteves
Para a outra vaga o vitorioso foi o jornalista José Esteves que nasceu em Maués e fixou-se em Parintins onde presidiu a Associação Comercial. Filiado ao PTB foi eleito prefeito de Parintins em 1958 e deputado federal em 1962 e 1966 quando já estava na ARENA. No governo Enoque Reis licenciou-se para ocupar pela segunda vez a Secretaria de Indústria e Comércio tendo falecido no exercício do cargo e em razão disso foi efetivado Braga Júnior.

## Resultado das eleições para senador
Com informações oriundas do Tribunal Superior Eleitoral que apurou 197.798 votos nominais (80,96%), 37.188 votos em branco (15,22%) e 9.338 votos nulos (3,82%) resultando no comparecimento de 244.324 eleitores.
| Candidatos a senador da República | Candidatos a suplente de senador | Número | Coligação             | Votação | Percentual |
| --------------------------------- | -------------------------------- | ------ | --------------------- | ------- | ---------- |
| José Lindoso ARENA                | Ney Rayol ARENA                  | -      | ARENA (sem coligação) | 59.234  | 29,95%     |
| José Esteves ARENA                | Braga Júnior ARENA               | -      | ARENA (sem coligação) | 57.530  | 29,08%     |
| Andrade Neto MDB                  | Theomário Pinto da Costa MDB     | -      | MDB (sem coligação)   | 44.802  | 22,65%     |
| Edmundo Levi MDB                  | Raimundo Aleixo da Silva MDB     | -      | MDB (sem coligação)   | 36.232  | 18,32%     |

## Deputados federais eleitos
São relacionados os candidatos eleitos com informações complementares da Câmara dos Deputados.

Representação eleita
  ARENA: 3
  MDB: 1

| Deputados federais eleitos | Partido | Votação | Percentual | Cidade onde nasceu | Unidade federativa |
| Vinícius Câmara            | ARENA   | 13.759  | 5,63%      | Manaus             | Amazonas           |
| Leopoldo Peres             | ARENA   | 13.208  | 5,40%      | Manaus             | Amazonas           |
| Rafael Faraco              | ARENA   | 12.534  | 5,13%      | Maués              | Amazonas           |
| Joel Ferreira              | MDB     | 11.776  | 4,81%      | Manaus             | Amazonas           |

## Deputados estaduais eleitos
O placar final na disputa pelas doze vagas na Assembleia Legislativa do Amazonas foi de oito para a ARENA e quatro para o MDB.

Representação eleita
  ARENA: 8
  MDB: 4

| Deputados estaduais eleitos | Partido | Votação | Percentual | Cidade onde nasceu    | Unidade federativa |
| João Bosco de Lima          | ARENA   | 4.687   | 4,73%      | Manaus                | Amazonas           |
| Francisco Queiroz           | MDB     | 4.516   | 4,56%      | Careiro da Várzea     | Amazonas           |
| Álvaro Maranhão             | ARENA   | 3.995   | 4,03%      | Iranduba              | Amazonas           |
| José Belo Ferreira          | ARENA   | 3.803   | 3,84%      | Manaus                | Amazonas           |
| Adail Vasconcelos           | ARENA   | 3.771   | 3,81%      | Humaitá               | Amazonas           |
| Mário Haddad                | ARENA   | 3.466   | 3,50%      | Manaus                | Amazonas           |
| Washington Stefano          | ARENA   | 3.460   | 3,49%      | Itacoatiara           | Amazonas           |
| Jair Cavalcanti             | ARENA   | 3.441   | 3,47%      | Manacapuru            | Amazonas           |
| Natanael Rodrigues          | MDB     | 3.104   | 3,13%      | São Paulo de Olivença | Amazonas           |
| Fernando Castro             | ARENA   | 3.064   | 3,09%      | Coari                 | Amazonas           |
| José Dutra                  | MDB     | 2.404   | 2,43%      | Barreirinha           | Amazonas           |
| Lea Anthony                 | MDB     | 2.088   | 2,11%      | Manaus                | Amazonas           |